# Condado de Peñón de la Vega
El condado de Peñón de la Vega es un título nobiliario español concedido por el rey Carlos II de España a Diego de Veintimiglia y Rodríguez de Santisteban por Real Decreto de 31 de julio de 1696 y ratificado tras la publicación del Real Despacho de Felipe V de España de 13 de febrero de 1702.

## Historia

### Vizcondado de Peñón de la Vega
Carlos II concedió con un Real Decreto de 31 de julio de 1696 el título de conde de Peñón de la Vega para el marqués de Cropani Diego de Veintimiglia y Rodríguez de Santisteban, otorgándole vizcondado previo, vigente hasta que fue publicado el Real Despacho del título, que suprimió finalmente el vizcondado y estableció el condado de forma definitiva.
Por lo tanto, el título de vizconde de Peñón de la Vega perduró desde 31 de julio de 1696 hasta su derogación el 13 de febrero de 1702.

### Condado de Peñón de la Vega
El título de conde de Peñón de la Vega vio la luz tras el Real Decreto del monarca Carlos II de España a fecha de 31 de julio de 1696 y confirmado con el Real Despacho de Felipe V de España del 13 de febrero de 1702.
El primer conde de Peñón de la Vega, Diego de Veintimiglia y Rodríguez de Santisteban, unificó el título junto al que ya poseía de marqués de Cropani y al principado de Santo Mauro de Nápoles tras su obtención en 1705.
Al no tener descendencia, Diego dejó los títulos en testamento a su hermana Paula de Veintimiglia y Rodríguez de Santisteban, II condesa de Peñón de la Vega.
Paula dividió el patrimonio de la Casa de Veintimilia ya que dejó el principado de Santo Mauro de Nápoles para su hija Leonor Petronila de Lucena, nacida de su primer matrimonio y el condado de Peñón de la Vega junto al marquesado de Cropani a Antonio del Castillo, que era el mayor de los hijos de su segundo matrimonio, ya que había casado en segundas nupcias con el Marqués de Villadarias.
El III portador, Antonio del Castillo, además de heredar de su madre los títulos de Cropani y de Peñón de la Vega en 1721, también había heredado de su padre el marquesado de Villadarias en 1716. No tuvo descendencia y cuando falleció en 1740 sus títulos fueron repartidos entre sus hermanos Jerónimo y Juan Bautista, ya que otro de sus hermanos y con derechos superiores, el Obispo de Barcelona Francisco del Castillo, había rechazado los títulos.
Jerónimo del Castillo, IV conde, tampoco tuvo descendencia y un año después de obtener en el reparto los títulos de conde de Peñón de la Vega y de marqués de Cropani falleció, en 1741, pasando sus posesiones a su hermano Juan Bautista del Castillo, que había quedado en el reparto anterior con el marquesado de Villadarias.
El V conde Juan Bautista, tras las nupcias de su primogénito Juan María del Castillo con la marquesa de Rafal y demás títulos Antonia María de Heredia y Rocamora, cedió a su hijo el condado de Peñón de la Vega, al tiempo que su esposa también cedía a su hijo Juan María el condado de Moriana del Río.
Juan María, VI conde desde 1762, además de ser el titular de los condados de Peñón de la Vega y de Moriana del Río, era el heredero de su padre en todos sus títulos, es decir, en el principado de Santo Mauro de Nápoles y en los marquesados de Villadarias y de Cropani. Pero falleció en 1765 a los 23 años sin poder obtener el citado patrimonio.
Juan María tuvo un hijo póstumo, un varón llamado Juan del Castillo y Heredia, pero falleció en 1770 a los 5 años de edad no pudiendo suceder en los títulos. Este niño, en caso de haber sobrevivido hubiese obtenido por línea paterna el principado de Santo Mauro de Nápoles, el marquesado de Villadarias, el marquesado de Cropani, el condado de Moriana del Río y el condado de Peñón de la Vega. Y por línea materna el marquesado de Rafal, el condado de Granja de Rocamora, la baronía de Puebla de Rocamora y el señorío de Benferri.
Al fallecer Juan María, Juan Bautista y su esposa decidieron dar paso en los títulos de Juan María a su otro hijo Francisco del Castillo, ya que de todas formas se convertía en su nuevo heredero.
Francisco del Castillo y Horcasitas, VII Conde de Peñón de la Vega se convirtió así en el titular de su Casa Nobiliaria, recayendo sobre él todo el patrimonio.
Tras obtener los títulos restantes de la Casa de Castillo, Francisco cedió a su único hijo los condados de Peñón de la Vega y de Moriana del Río como habían hecho sus padres con su hermano Juan María, reservándose el principado de Santo Mauro de Nápoles y los marquesados de Cropani y de Villadarias para él mientras viviera y en un futuro para su hijo.
Pero el hijo de Francisco, llamado Francisco del Castillo y Fernández de Córdoba, VIII Conde, falleció en 1797 recayendo de nuevo los dos condados sobre Francisco del Castillo y Horcasitas, que quedó sin descendencia.
Francisco, en la redacción de su testamento dejó el condado de Peñón de la Vega y el marquesado de Cropani a Melchor María de Avellaneda y Ceballos, hijo de su primo hermano Lope Gregorio de Avellaneda y Lucena. Mientras que el principado de Santo Mauro de Nápoles, el marquesado de Villadarias y el condado de Moriana del Río quedaban en herencia para Francisco Javier de Santisteban y Horcasitas, primo hermano de Francisco.
Melchor María, IX conde de Peñón de la Vega, tomó posesión del condado y del marquesado en 1798, pero ya había heredado con anterioridad, en 1765, los marquesados de Valdecañas y de Torremayor después de que su prima María de las Mercedes de Avellaneda y del Castillo se los dejara en testamento tras perder a su descendencia.
Melchor María falleció tres años después de tomar posesión del condado, en 1801. Le sucedió su hija Valentina de Avellaneda y Fernández de Velasco, X Condesa hasta 1822.
Tras Valentina, sucedieron en todos sus títulos su hijo Pedro de Ruiz-Soldado y Avellaneda, XI Conde desde 1822 hasta 1865, y su nieto José de Ruiz-Soldado y Gómez de Molina, XII Conde desde 1865 hasta 1871.
El Conde José falleció sin descendencia y debido a que su hermano Agustín también había fallecido para entonces, el condado de Peñón de la Vega y los marquesados de Cropani, Valdecañas y Torremayor pasaron a su sobrina Matilde de Ruiz-Soldado y Álvarez.
La XIII Condesa Matilde de Ruiz-Soldado, no nombró un único sucesor para todos sus títulos, sino que en la redacción de su testamento dejó los títulos repartidos entre sus tres hijos varones.
Al mayor de ellos, su hijo Mateo, le dejó en testamento la mejor parte formada por los marquesados de Valdecañas y de Torremayor, además de ser el heredero de su padre en el marquesado de Fuente Santa. Para el siguiente, Agustín, quedaba para él el marquesado de Cropani y para José el condado de Peñón de la Vega.
A partir de 1919 José pasó a ser el XIV conde de Peñón de la Vega, pero murió fusilado en 1937 durante la guerra civil española.
Lo sucedió su único hijo y heredero Rodrigo Cabeza de Vaca y Topete, XV conde hasta 1983, año en el que falleció sin descendencia.
El condado pasó a su prima-hermana Matilde Cabeza de Vaca y Garret, que había heredado el marquesado de Valdecañas de su padre en 1968. En 1951, ella también había conseguido la rehabilitación del marquesado de Torremayor en su favor. El condado volvía de esta forma a quedar de nuevo unido a estos marquesados.
Sin embargo, el marquesado de Cropani siguió ya para siempre un camino separado del condado de Peñón de la Vega después de que, con la excepción de dos ocasiones en que fueron separados por poco tiempo, transcurrieran juntos en el tiempo durante más de 200 años.
Matilde Cabeza de Vaca, XVI condesa y demás títulos también prefirió repartir sus posesiones entre tres de sus hijos varones al igual que hiciera su abuela. En su testamento dejaba el marquesado de Valdecañas a Rafael, que además era el heredero del condado de Guadalhorce propiedad de su padre. El marquesado de Torremayor quedaba para Francisco (ya se lo había pasado en vida en mayo de 1974) y el condado de Peñón de la Vega para Fernando. Finalmente, Matilde repartió en vida sus títulos entre sus hijos tal y como tenía establecido dejarlos en herencia.
Por lo tanto, Fernando tomó posesión del título de conde de Peñón de la Vega en 1984 como XVII portador pero falleció en 1985 sin descendencia y el título pasó a su hermano Rafael, marqués de Valdecañas.
Rafael, XVIII conde, heredó tras el fallecimiento de su padre en 1995 el título de conde de Guadalhorce, que lo sumaría al de conde de Peñón de la Vega y al de marqués de Valdecañas, siendo expedida por el Ministerio de Justicia la Real Carta de Sucesión en 1998.
En el año 2001, Rafael mandó expedir por el Ministerio de Justicia la Real Carta de Sucesión para la cesión del título de conde de Peñón de la Vega a su hijo Rafael Benjumea y Benjumea.
Desde entonces, Rafael Benjumea y Benjumea es el actual conde de Peñón de la Vega, siendo su XIX portador.

## Condes de Peñón de la Vega
|                        | Titular                                                        | Periodo                |
| Creación por Carlos II | Creación por Carlos II                                         | Creación por Carlos II |
| ---------------------- | -------------------------------------------------------------- | ---------------------- |
| I                      | Diego de Veintimiglia y Rodríguez de Santisteban               | 1696-1706              |
| II                     | Paula de Veintimiglia y Rodríguez de Santisteban               | 1706-1721              |
| III                    | Antonio del Castillo y Veintimiglia                            | 1721-1740              |
| IV                     | Jerónimo del Castillo y Veintimiglia                           | 1740-1741              |
| V                      | Juan Bautista del Castillo y Veintimiglia                      | 1741-1762              |
| VI                     | Juan María del Castillo y Horcasitas                           | 1762–1765              |
| VII                    | Francisco del Castillo y Horcasitas fue conde en dos ocasiones | 1765-1794 1797-1798    |
| VIII                   | Francisco del Castillo y Fernández de Córdoba                  | 1794–1797              |
| IX                     | Melchor María de Avellaneda y Ceballos                         | 1798-1801              |
| X                      | Valentina de Avellaneda y Fernández de Velasco                 | 1801-1822              |
| XI                     | Pedro de Ruiz-Soldado y Avellaneda                             | 1822-1865              |
| XII                    | José de Ruiz-Soldado y Gómez de Molina                         | 1865-1871              |
| XIII                   | Matilde de Ruiz-Soldado y Álvarez                              | 1871-1919              |
| XIV                    | José Cabeza de Vaca y Ruiz-Soldado                             | 1919-1937              |
| XV                     | Rodrigo Cabeza de Vaca y Topete                                | 1937-1983              |
| XVI                    | Matilde Cabeza de Vaca y Garret                                | 1983-1984              |
| XVII                   | Fernando Benjumea y Cabeza de Vaca                             | 1984-1985              |
| XVIII                  | Rafael Benjumea Cabeza de Vaca                                 | 1985-2001              |
| XIX                    | Rafael Benjumea y Benjumea                                     | 2001-actual titular    |

## Raíces de la Casa de Veintimiglia
Los orígenes de la Casa de Veintimiglia se remontan a la rica familia siciliana de los Pisa-Veintimiglia, señores de este territorio.
Los méritos de esta familia junto con sus riquezas se acrecentaron después de que uno de sus miembros, Bernardo de Pisa-Veintimiglia, fuera el protagonista de la conquista de Málaga a los musulmanes, obteniendo gran cantidad de tierras en el lugar.
El tataranieto de Bernardo de Pisa-Veintimiglia, Francisco de Veintimiglia y Ximénez Xil, fue el fundador de su dinastía y padre del I Príncipe de Santo Mauro Diego de Veintimiglia y Rodríguez de Santisteban.
La Casa de Veintimiglia quedó extinguida muy pronto, en 1706, debido a que su segundo miembro fue el último varón de la familia, Diego de Veintimiglia, al haber muerto sus dos hermanos varones Jerónimo y Clemente sin descendencia.

## Heráldica de la Casa de Veintimiglia
La descripción heráldica del blasón de los Veintimiglia es la siguiente:
Escudo cuartelado con 1 y 4 en campo de gules un águila exployada de oro. Y con 2 y 3 en campo de gules en jefe de oro.
Hasta 1705: al timbre corona de oro, enriquecida de piedras preciosas, realzada de cuatro florones, tres a la vista, con doce perlas puestas entre éstos de tres en tres, dos a la vista.
A partir de 1705: Al timbre corona de oro, enriquecida de piedras preciosas, realzada de ocho florones, cinco a la vista, interpolados con ocho puntas de oro adornadas en sus extremos con perlas, cuatro a la vista.